# Bojan Djordjic
Bojan Djordjic (serbio Бојан Ђорђић / Bojan Đorđić; N. 6 de febrero de 1982 en Belgrado, Serbia) es un futbolista sueco de ascendencia serbia, que actualmente juega para el IF Brommapojkarna de Suecia.

## Selección nacional
Ha sido internacional con la Selección de fútbol de Suecia Sub-21.

## Clubes
| Club                   | País       | Año        |
| ---------------------- | ---------- | ---------- |
| IF Brommapojkarna      | Suecia     | 1998–1999  |
| Manchester United FC   | Inglaterra | 1999–2001  |
| Sheff. Wed. (préstamo) | Inglaterra | 2001–2002  |
| AGF (préstamo)         | Dinamarca  | 2002–2003  |
| FC Red Star (préstamo) | Serbia     | 2003–2004  |
| Rangers FC             | Escocia    | 2005       |
| Plymouth Argyle FC     | Inglaterra | 2005–2007  |
| AIK                    | Suecia     | 2008-2010  |
| Videoton FC            | Hungría    | 2010- 2011 |
| Blackpool FC           | Inglaterra | 2011-2012  |
| Royal Antwerp FC       | Bélgica    | 2012       |
| IF Brommapojkarna      | Suecia     | 2012-      |

## Palmarés

### Campeonatos nacionales
| Título                      | Club                      | País   | Año  |
| --------------------------- | ------------------------- | ------ | ---- |
| Superliga de Serbia         | Estrella Roja de Belgrado | Serbia | 2004 |
| Copa de Serbia y Montenegro | Estrella Roja de Belgrado | Serbia | 2004 |
| Allsvenskan                 | AIK Estocolmo             | Suecia | 2009 |
| Copa de Suecia              | AIK Estocolmo             | Suecia | 2009 |
| Supercopa de Suecia         | AIK Estocolmo             | Suecia | 2010 |